# Hobucken
Hobucken – jednostka osadnicza w Stanach Zjednoczonych, w stanie Karolina Północna, w hrabstwie Pamlico.